# Osornolobus violetaparra
Espèce
Osornolobus violetaparra est une espèce d'araignées aranéomorphes de la famille des Orsolobidae.

## Distribution
Cette espèce est endémique de la région du Maule au Chili,. Elle se rencontre vers Linares.

## Description
Le mâle holotype mesure 2,1 mm.

## Systématique et taxinomie
Cette espèce a été décrite par Grismado et Pizarro-Araya en 2023.

## Étymologie
Cette espèce est nommée en l'honneur de Violeta Parra.

## Publication originale
- Grismado & Pizarro-Araya, 2023 : « A new species of the genus Osornolobus Forster & Platnick from the maulino forests of Chile (Araneae, Orsolobidae). » Zootaxa, no 5284(3), p. 585-592.